# Scutachne
Scutachne és un gènere de plantes de la família de les poàcies, ordre de les poals, subclasse de les commelínides, classe de les liliòpsides, divisió dels magnoliofitins.

## Taxonomia
- S. amphistemon (C.Wright) Hitchc. y Chase
- S. dura (Griseb.) Hitchc. y Chase